# Vickers Vildebeest
Vickers Vildebeest/Vickers Vincent – 2 lub 3-miejscowe dwupłatowe samoloty wojskowe, produkowane w Wielkiej Brytanii, używane w okresie dwudziestolecia międzywojennego i w pierwszej fazie II wojny światowej.

## Historia
Początki samolotu Vildebeest sięgają roku 1926, gdy wytwórnia Vickers otrzymała zamówienie na nowy samolot bombowo-torpedowy, operujący z baz lądowych, mający zastąpić w linii samolot Hawker Horsley. Pierwszy prototyp, pod fabrycznym oznaczeniem Typ 132 został oblatany w kwietniu 1928 roku. Do napędu prototypu użyto silnika Bristol Jupiter VIII o mocy 460 KM, jednak w trakcie prób wystąpiły problemy z chłodzeniem i ostatecznie do napędu samolotów seryjnych zastosowano silnik gwiazdowy Bristol Pegasus o mocy 660 KM.
Samolot Vickers Vildebeest był produkowany od 1931 roku w czterech wersjach, od Mk I do Mk IV, różniących się montowanymi silnikami i szczegółami wyposażenia. Ostatnie wersje miały zastąpić w linii samoloty Westland Wapiti i Fairey IIIF. Ogółem do listopada 1937 roku zbudowano około 200 egzemplarzy Vildebeesta.
W roku 1932 Vickers podpisał umowę licencyjną z hiszpańską wytwórnią CASA, na mocy której Hiszpanie mieli wyprodukować 25 samolotów z silnikiem Hispano Suiza 12Lbr o mocy 600 KM.

## Vickers Vincent
Konieczność znalezienia następcy dla maszyn Westland Wapiti i Fairey IIIF przeznaczonego głównie do służby na Bliskim Wschodzie spowodowała zamówienie przez brytyjskie Ministerstwo Lotnictwa prototypu zmodyfikowanej wersji Vildebeesta. Główną zmianą było usunięcie wyrzutnika dla torped i instalacja dodatkowego zbiornika paliwa. Tak zmodyfikowany samolot zakończył pomyślnie próby w 1933 roku. Pierwsze egzemplarze seryjne, pod nazwą Vickers Vincent, przebudowane z Vildebeestów, dotarły do dywizjonów RAF w końcu 1934 r. Ogółem, łącznie z samolotami przebudowanymi, powstało niemal 200 maszyn.

## Służba
Pierwsze samoloty Vickers Vildebeest trafiły na wyposażenie dywizjonów RAF w 1933 roku. Większość służyła na Dalekim Wschodzie, w Singapurze i na Malajach oraz w Indiach. Od końca 1934 r. rozpoczęto dostawy Vincentów do jednostek stacjonujących w tych samych regionach. W chwili wybuchu II wojny światowej w linii pozostawało ponad sto maszyn obydwu typów. Bojowo użyły ich: dywizjon 244 (Vickers Vincent) bazujący w Iraku, w 1941 roku i dywizjony 36 i 100 (Vildebeest) z Singapuru, operujące przeciw wojskom japońskim w 1942. Między innymi, 10 samolotów obu dywizjonów zestrzelono w nieudanym ataku na konwój japoński pod Endau, a dwa dalsze spisano po uszkodzeniach. Potem definitywnie zastąpiono je nowszymi konstrukcjami, jak Bristol Blenheim i Beaufort.
Oba typy samolotów służyły także w Royal New Zealand Air Force. Kilka egzemplarzy dotrwało w pierwszej linii do wybuchu wojny, operując jako samoloty patrolowe. Pozostałe używane były jako samoloty szkolne i kartograficzne.
Hiszpańskie Vildebeesty wzięły udział w wojnie domowej w Hiszpanii, ich załogi walczyły głównie po stronie republikańskiej. Kilka zostało przebudowanych na wodnosamoloty.

## Konstrukcja
Vickers Vildebeest i Vickers Vincent były dużymi, jednosilnikowymi dwupłatami o stałym podwoziu i metalowej konstrukcji, krytej płótnem. Załoga zajmowała miejsce w odkrytych kabinach. Od wersji Vildebeest Mk III tylny kokpit był dwuosobowy. Uzbrojenie strzeleckie obejmowało stały karabin maszynowy kal. 7,7 mm pilota i ruchomy obserwatora. Vildebeest mógł przenosić torpedę 457 mm pod kadłubem lub 454 kg bomb, Vincent wyłącznie bomby na zaczepach podskrzydłowych, pod kadłubem mocowano natomiast dodatkowy zbiornik paliwa.